# Linnea Holmertz
Clara Linnea Margareta Holmertz född 14 oktober 1991, är en svensk triathlet från Motala och blev 2010 svensk mästare på sprintdistansen i denna sportart. Hon gick 2013 från moderklubben Motala Triathlonclub till Linköpingsklubben NocOut.
Holmertz är simmare i grunden men har också ägnat sig åt  friidrott/löpning i Motala AIF. Redan den första säsongen som triathlet vann Holmertz JSM-guld och kom fyra på en Junior-Europacup i Pulpi i Spanien. Hon har representerad Sverige på flera mästerskap. Den största triathlonmerit som junior är en 16:de plats på Junior-VM i Budapest. Hon har även fem SM-medaljer och två JNM-guld triathlon. År 2011 blev det ett VM-silver i U23-klassen i aquathlon (simning-löpning) samt en 14:de plats på U23-VM i triathlon.
Holmertz  gick naturprogrammet på Platengymnasiet i Motala, där hon gick på Riksidrottsgymnasiet med inriktning triathlon. Hon är ursprungligen från Motala och är dotter till Lena och Stefan Holmertz, systerdotter till den olympiske guldmedaljören Pelle Holmertz. Hon är inte släkt med Anders Holmertz, som dock delar familjens efternamn.